# Alexandru Ioan Cuza
Alexandru Ioan Cuza, Moldvában: XV. Sándor, Havasalföldön: XI. Sándor (Bârlad, Moldva, 1820. március 20. – Heidelberg, Baden, Német Birodalom, 1873. május 15.). 1859 és 1866 között az Egyesült Román Fejedelemség uralkodója.

## Élete
Alexandru Ioan Cuzát 1859-ben mindkét román fejedelemségben uralkodóvá választották, így a két tartomány (Havasalföld és Moldva) perszonálunió révén egyesült és létrejött az Egyesült Román Fejedelemség. 1866-ban az úgynevezett „szörnyűséges koalíció” lemondatta a trónról. Románia új uralkodója Karl von Hohenzollern-Sigmaringen, a Hohenzollern-Sigmaringen család tagja lett.

## Reformjai
Mihail Kogălniceanu tanácsai alapján és támogatásával, Cuza több olyan reformot indított el, amelyek hozzájárultak a román állam és társadalom modernizálásához:
- 1860: Iași-i (Jászvásári) Egyetem megalapítása
- 1863: A kolostori ingatlanokra vonatkozó törvény.[1]
- 1864: Agrárreform, amely felszabadította a parasztokat az utolsó feudális kötöttségek alól és némi földet is juttatott nekik.[1]
- 1864: Románia első alkotmánya, polgári törvénykönyv és büntető törvénykönyv
- 1864: Oktatási törvény[1]
- 1864: Bukaresti Egyetem megalapítása